# Planetmath
Planetmath (ofta skrivet med kamelnotation: PlanetMath) är en fri, kollaborativ, matematik-relaterad encyklopedi. Betoningen ligger på noggrannhet, sammankopplad öppenhet, pedagogik, realtidsinformation, och även gemenskap av cirka 24 000 människor med olika matematiska intressen. Projektet är för närvarande värd för University of Waterloo. Webbplatsen ägs av en USA-baserad ideell sammanslutning, "PlanetMath.org, Ltd".
Planetmath startades när den kostnadsfria matematik-relaterade online-encyklopedin MathWorld tillfälligt togs offline under 12 månader av en domstol föreläggande som ett resultat av CRC Press process mot företaget Wolfram Research och dess anställda (och MathWorld's författare) Eric Weisstein.